# Alniphyllum
Alniphyllum es un género con tres especies de plantas  perteneciente a la familia Styracaceae.

## Distribución
Es nativa de Asia oriental, desde China central hacia el sur hasta la India y Vietnam.

## Descripción
Las especies son pequeñas y medianas de árboles caducifolios que crecen hasta los 15-30 m de altura.

## Taxonomía
El género fue descrito por Ninzō Matsumura y publicado en Botanical Magazine 15: 67. 1901. La especie tipo es: Alniphyllum pterospermum Matsum.

## Especies aceptadas
A continuación se brinda un listado de las especies del género Alniphyllum aceptadas hasta septiembre de 2014, ordenadas alfabéticamente. Para cada una se indica el nombre binomial seguido del autor, abreviado según las convenciones y usos.	
- Alniphyllum eberhardtii Guillaumin
- Alniphyllum fortunei (Hemsl.) Makino
- Alniphyllum pterospermum Matsum.